# 박제상 (정치인)
박제상(朴濟相, 1935년 6월 22일 ~ 2025년 5월 31일)은 대한민국의 정치인이다. 제14대 국회의원을 지냈다.

## 학력
- 칼빈대학교 신학과 졸업
- 동국대학교 행정대학원 공안행정학 수료
- 뉴욕 대학교 형법대학 수료

## 경력
- 세방통상 대표이사
- 동국대학교 13회 동창회 회장
- 민주자유당 상무위원
- 치안문제연구소 소장
- 통일국민당 중앙당 당기위원장
- 통일국민당 당무위원
- 통일국민당 치안특위위원장
- 한국마사회 자문위원
- 국회 노동위원회 예산 계수조정위원장
- 자유민주연합 당무위원
- 자유민주연합 내각제 개헌 특위위원장
- 자유민주연합 경기도지부 위원장
- 대한민국헌정회 이사

## 역대 선거 결과
|  | 5.91% |

|  | 2.65% |

|  | 2.26% |

|  | 7.98% |

|  | 17.19% |

|  | 35.18% |

|  | 17.36% |

|  | 5.79% |